# Шајен (Оклахома)
Шајен (енгл. Cheyenne) град је у америчкој савезној држави Оклахома.

## Демографија
По попису из 2010. године број становника је 801, што је 23 (3,0%) становника више него 2000. године.
| Група             | 2000.       | 2010.       |
| Белци             | 744 (95,6%) | 699 (87,3%) |
| Афроамериканци    | 5 (0,6%)    | 4 (0,5%)    |
| Азијати           | 0 (0,0%)    | 6 (0,7%)    |
| Хиспаноамериканци | 17 (2,2%)   | 57 (7,1%)   |
| Укупно            | 778         | 801         |